# UTF1
UTF1‏ (Undifferentiated embryonic cell transcription factor 1) هوَ بروتين يُشَفر بواسطة جين UTF1 في الإنسان.